# Northport (Alabama)
Northport es una ciudad ubicada en el condado de Tuscaloosa en el estado estadounidense de Alabama. En el censo de 2000, su población era de 19 435.

## Demografía
En el 2000 la renta per cápita promedia del hogar era de $ 40.206$, y el ingreso promedio para una familia era de 48.673$. El ingreso per cápita para la localidad era de 20.163$. Los hombres tenían un ingreso per cápita de 41.008$ contra 26.340$ para las mujeres.

## Geografía
Northport está situado en 33°15′14″N 87°35′32″O / 33.25389, -87.59222 (33.253889, -87.592222).
Según la Oficina del Censo de los EE. UU., la ciudad tiene un área total de 14.85 millas cuadradas (38.46 km²).